# Außenpolitik der Türkei

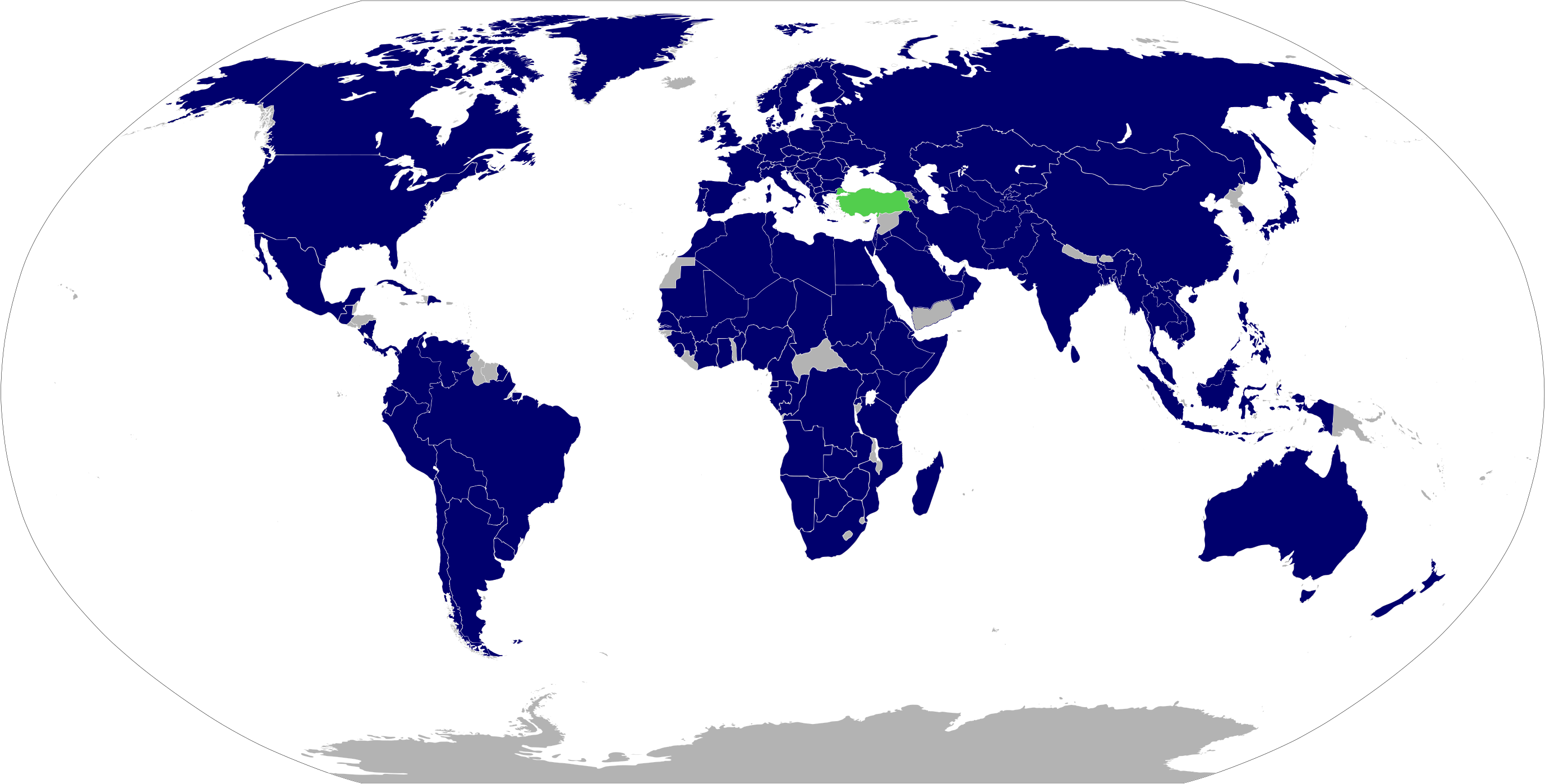
Türkei (grün) und Staaten, in denen die Türkei eine Auslandsvertretung unterhält (blau)

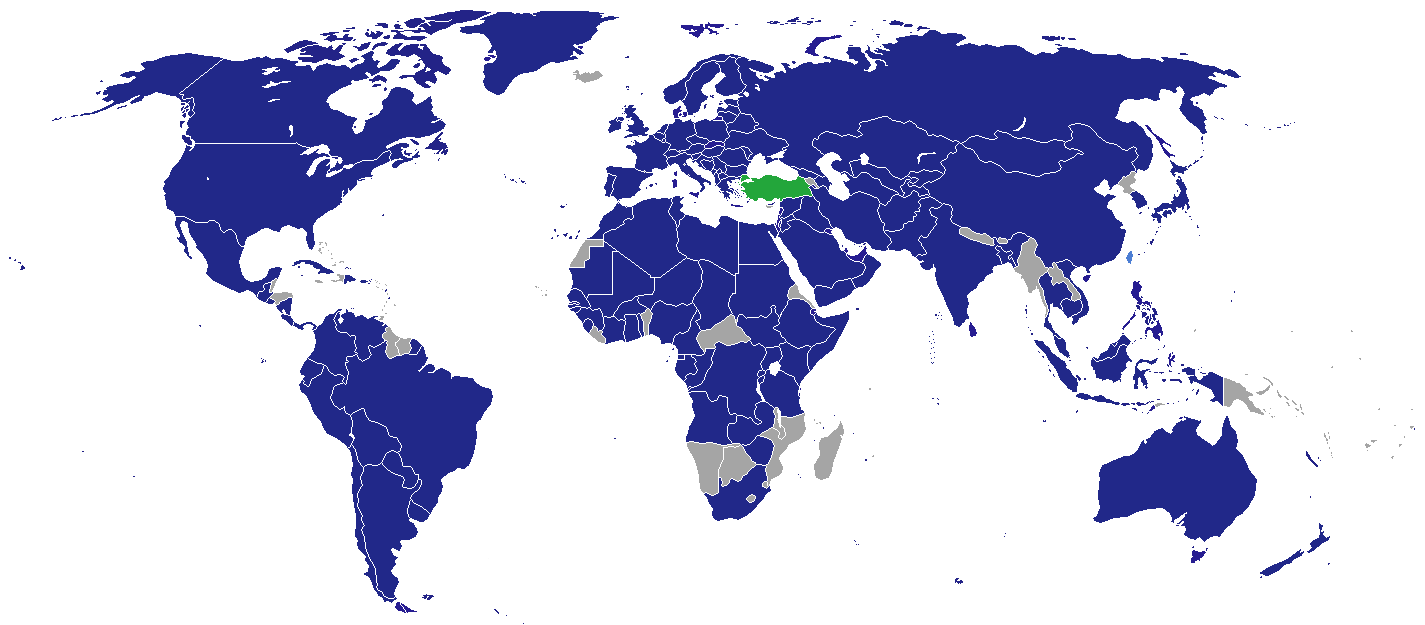
Türkei (grün) und Staaten, die eine diplomatische Vertretung in der Türkei unterhalten (blau)

Die Außenpolitik der Türkei ist ein elementarer und integraler Bestandteil der türkischen Politik.

## Grundzüge der Türkischen Außenpolitik
In den angrenzenden Staaten im Nahen Osten, Kaukasus und auf dem Balkan herrschten die Osmanen jahrhundertelang, daher bestehen aus dieser Zeit immer noch Ressentiments, aber auch historisch bedingte Freundschaften. Zudem leben in den Nachbarstaaten noch türkische Minderheiten, für die sich die Türkei verantwortlich fühlt.
Ein Prinzip der Politik von Atatürk nach der Republikgründung 1923 war die außenpolitische Neutralität und der Ausbau von guten nachbarschaftlichen Beziehungen zu Nachbarstaaten und vor allem europäischen Ländern. Die außenpolitische Neutralität wurde nach dem Zweiten Weltkrieg, im Zuge des sich abzeichnenden Ost-West-Konflikts, nicht gewahrt. Die Westorientierung der Republik wurde deutlich und insbesondere nach dem Beitritt zur NATO 1952 unter Adnan Menderes manifestiert und weiter gefestigt.
Zu den außenpolitischen Konstanten gehören daher heute für die Türkei der angestrebte Beitritt zur Europäischen Union, die Zugehörigkeit zum Verteidigungsbündnis NATO, die Westbindung und die Ablehnung der Gründung eines eigenständigen kurdischen Staates, um Unabhängigkeitsbestrebungen der türkischen Kurden zu verhindern.
Die geostrategische Bedeutung der Türkei ist seit den Anschlägen vom 11. September 2001 (insbesondere als militärstrategisch günstige Lage für die Luftwaffe der NATO) wieder stark gestiegen, nachdem sie nach Beendigung des Ost-West-Konflikts (direkte Grenze der Türkei zur UdSSR) extrem gesunken bzw. nahezu bedeutungslos geworden war. Darüber hinaus entwickelt sich die Türkei zu einem wichtigen Transferland für Erdöl und Erdgas.
Die Türkei betrachtet sich selbst auch als Schutzmacht der Türken auf dem Balkan und der Turkmenen im Irak. Darüber hinaus versucht die Türkei eine Führungsrolle bei den Turkstaaten (Aserbaidschan, Usbekistan, Turkmenistan, Kirgisistan und Kasachstan) Zentralasiens einzunehmen.
Ungewöhnlich für einen mehrheitlich von Muslimen bewohnten Staat waren die vergleichsweise guten Beziehungen der Türkei zu Israel. Im Verlaufe der Regierung Erdoğan verschlechterten sich die Beziehungen zusehends und gipfelten im Ship-to-Gaza-Zwischenfall. Im Sommer 2016 folgte eine wirtschaftlich motivierte Versöhnung.
Die türkische Regierung wehrt sich gegen die von einigen Ländern auch parlamentarisch erklärte Einstufung der historisch unstrittigen Massendeportationen und dabei erfolgten Massenmorde an hunderttausenden Armeniern im Jahr 1915 als Völkermord (siehe Völkermord an den Armeniern). Zu diplomatischen Verstimmungen mit Frankreich kam es, als das französische Parlament im Jahr 2006 die Ereignisse im Jahre 1915 offiziell als Völkermord anerkannte. 2016 verabschiedete auch der Deutsche Bundestag eine Resolution, welche die Vernichtung der armenischen und aramäischen christlichen Minderheiten durch die damalige jungtürkische Regierung als Völkermord benennt und die Türkei zur Anerkennung ihrer historischen Verantwortung bei den damaligen Geschehnissen sowie zur Versöhnung mit Armenien auffordert, was wiederum heftige ablehnende und teilweise drohende Reaktionen in der Türkei auslöste.

### Überstaatliche Organisationen
Die Türkei ist seit 1952 Mitglied der NATO und seit 1963 assoziiertes Mitglied in den Vorläuferorganisationen der EU und strebte seit über vier Jahrzehnten Verhandlungen über eine Vollmitgliedschaft, zuerst in der EWG, später der EG und zuletzt in der Europäischen Union an. Am 16./17. Dezember 2004 beschloss der Europäische Rat die Aufnahme von Beitrittsverhandlungen mit der Türkei zum 3. Oktober 2005. Zuvor hatten dies sowohl die Europäische Kommission als auch das Europäische Parlament befürwortet. Obwohl die Verhandlungen pünktlich begonnen haben, machen sich Beitrittsgegner weiterhin gegen eine Vollmitgliedschaft der Türkei in der EU stark, die deutsche CDU propagiert stattdessen eine Privilegierte Partnerschaft – diese wird jedoch von türkischer Seite abgelehnt und von sehr vielen EU-Mitgliedstaaten als unangemessen betrachtet.
Seit Juni 2004 stellt die Türkei den Generalsekretär der Organisation der Islamischen Konferenz (OIC).
Daneben ist die Türkei u. a. Mitglied bei den folgenden überstaatlichen Organisationen:
- Vereinte Nationen (1945) mit Sonderorganisationen
- OECD (1948)
- Europarat (1949)
- Organisation der Islamischen Konferenz (OIC, 1969)
- EG-Assoziierungs-Abkommen (1963)
- Zentralasien-Gipfel der Türkischen Republiken (OATCT, 1992)
- Schwarzmeer-Wirtschaftskooperation (1992)
- Türksoy (1992)
- assoziiertes Mitglied der WEU (1995–2000)
- EU-Zollunion (seit dem 1. Januar 1996)
- EU-Beitrittskandidat (seit 3. Oktober 2005)
- Allianz der Zivilisationen (Gründungsmitglied)
- G-20
- Organisation der Turkstaaten (2009)

#### Vereinte Nationen
Die Türkei strebte einen Sitz im Sicherheitsrat der Vereinten Nationen in der Periode 2009/10 an. Sie erhielt auch den Sitz im Sicherheitsrat im Jahr 2008, gemeinsam mit Uganda.

#### Allianz der Zivilisationen
Die Allianz der Zivilisationen ist eine UNO-Initiative unter Ban Ki-moon von Recep Tayyip Erdoğan und José Luis Rodríguez Zapatero mit dem Ziel, gemeinsame Handlungsansätze über verschiedene Gesellschaften und Kulturen hinweg zu verschmelzen, um Extremismus zu bekämpfen und kulturelle, religiöse und soziale Barrieren zu überwinden, hauptsächlich zwischen der westlichen und der vorherrschend muslimischen Welt.

### Sicherheitspolitik
Die Sicherheitspolitik der Türkei bewegt sich in den Spannungsfeldern internationaler Terrorismus, Europa, Balkan, Kaukasus, Naher und Mittlerer Osten und Zentralasien.
Insbesondere nach innen wird die Kurdenfrage als größtes Sicherheitsproblem gesehen. Das türkische Militär und der Geheimdienst versuchen seit den 1980er-Jahren durch drastische Mittel, nationale Bestrebungen der kurdischen Minderheit zu unterdrücken, die sich teilweise auch durch militärische und terroristische Aktivitäten gegen den türkischen Staat und die türkische Armee gewandt hat. Das drückt sich unter anderem darin aus, dass die Türkei die Arbeiterpartei Kurdistans (PKK) als terroristische Vereinigung mit großer Härte bekämpft, was sie auch in ihrer Außenpolitik bei verbündeten Ländern einfordert und vielfach durchgesetzt hat. Bei diesem Kampf, der nach langen, seitens der PKK einseitig erklärten Waffenstillständen seit 2015 wieder in teilweise bürgerkriegsähnlichen Auseinandersetzungen im Südosten des Landes und seitens Splittergruppen der PKK auch durch Anschläge gegen Armeeangehörige in den Großstädten ausgetragen wird, werden der Türkei massive Menschenrechtsverletzungen vorgeworfen.
Die Türkei hat auf Grundlage eines geheimen Militärabkommens lange eine enge sicherheitspolitische und militärische Koordination und Kooperation mit Israel betrieben, die sich vor allem gegen das als Rivale betrachtete Assad-Regime in Syrien richtete. Diese Zusammenarbeit wurde seit der Machtübernahme durch die AKP unter Erdoğan 2010 seitens der Türkei unter harscher Kritik an Israels Vorgehen im Nahost-Konflikt und speziell nach dem Mavi-Marmara-Zwischenfall 2011 massiv reduziert. Diese hat auch nach einer förmlichen Entschuldigung seitens der israelischen Regierung 2015 bei weitem nicht wieder das Niveau vor 2010 erreicht.
Nachdem die Türkei seit 2011 massiv in die inneren Konflikte Syriens eingegriffen hat und im Zuge dieser Politik vor allem sunnitische Widerstandsgruppen in Syrien durch Waffenlieferungen, Ausbildung, Transitgewährung sowie die Duldung sicherer Rückzugsräume für ausländische Kämpfer unterstützte, haben islamische Fundamentalisten zuletzt zunehmend auch Anschläge in der Türkei verübt, zuletzt im Oktober 2015. Um eine Pufferzone an seiner Grenze zu Schaffen, hat die Türkei Gebiete in Nordsyrien besetzt.
Im Januar 2020 begann die Türkei eine Militärintervention in Libyen zur Unterstützung der Regierung der Nationalen Übereinkunft (GNA) gegen die Truppen von General Chalifa Haftar. Das Engagement wurde vor allem im Hinblick auf die Rohstoffe im Mittelmeerraum und ideologischen Gemeinsamkeiten mit der GNA-Regierung bewertet.

## Beziehung zu Europa
Siehe auch: EU-Türkei-Abkommen vom 18. März 2016

### Albanien
Albanien stand ab dem 14. Jahrhundert unter der Vorherrschaft des Osmanischen Reiches. Nach mehr als vier Jahrhunderten unter osmanischer Herrschaft wurde Albanien schließlich 1912 unabhängig.  Während des Kalten Krieges bestand zwischen dem isolationistischen kommunistischen Albanien und dem NATO-Mitglied Türkei nur begrenzte Beziehungen. Nach 1990 wurden die Kontakte deutlich ausgebaut. Beide Länder schlossen ein politisches Bündnis und arbeiten auch im militärischen und sicherheitspolitischen Bereich zusammen. Auf dem Balkan gilt Albanien als der engste Verbündete der Türkei. Die Türkei zählt auch zu den wichtigsten Handelspartnern Albaniens und ist einer der größten ausländischen Investoren im Land.

### Bosnien-Herzegowina
Während des Bosnienkrieges unterstützte die Türkei eine internationale Regelung des Konflikts. Die türkische Politik war bemüht die Emotionen im Inland zu beruhigen, um nicht eine Radikalisierung der Bevölkerung zu fördern. Während der Kriege nahm die Türkei zahlreiche Flüchtlinge aus der Region auf.
In der Türkei leben schon seit der osmanischen Zeit viele bosnisch-stämmige Türken, die sich mit ihren Verwandten in Bosnien-Herzegowina sehr verbunden fühlen. Andererseits bestand ein Zusammengehörigkeitsgefühl der Bosnier mit den „muslimischen Brüdern“ in der Türkei. Hinzu kommt, dass eine türkische Minderheit in der Region lebt.
Die Türkei ist militärisch im Rahmen der Friedensmissionen der NATO weiterhin mit Soldaten in Bosnien-Herzegowina vertreten.

### Bulgarien
Die Diskriminierung der aus der Zeit der über 500-jährigen türkischen Herrschaft über Bulgarien von 1393 bis 1878 verbliebenen türkischen Minderheit durch das sozialistische Regime in Bulgarien sorgte insbesondere in der Zeit des Kalten Krieges stets auch für Spannungen zwischen den beiden Ländern. Mitunter kam es im Zuge des Widerstands zu terroristischen Anschlägen durch Angehörige der türkischen Minderheit gegen Ziele in Bulgarien (unter anderem ein Bombenanschlag auf einen Zug im Jahr 1985).
Heute ist der Konflikt weitestgehend beruhigt und die Regierungen beider Länder pflegen nicht zuletzt wegen der wirtschaftlichen Bedeutung der Türkei für Bulgarien gute Beziehungen.
Einen weiteren offenen Punkt in den Beziehungen beider Staaten stellt die Entschädigung der im Zweiten Balkankrieg (1913) vertriebenen Bulgaren seitens der Türkei dar.

### Deutschland
Deutschland ist der wichtigste Handelspartner der Türkei und das Land mit der größten türkischen Gemeinde in Europa.
Gerhard Schröder, Bundeskanzler 1998 bis 2005, befürwortete einen Beitritt der Türkei in die Europäische Union.

### Frankreich
Frankreich steht einem Beitritt der Türkei zur EU kritisch gegenüber. So blockiert Frankreich zusammen mit Zypern viele der insgesamt rund 30 Verhandlungskapitel. Am 13. April 2011 gab es im Europarat einen „religiösen Feldzug zwischen der Türkei und Frankreich“. Erdoğan kritisierte dabei das französische Vollschleierverbot und warf Frankreich vor, die Religionsfreiheit zu beschränken. Einer französischen Abgeordneten, die die Pressefreiheit in der Türkei bezweifelte, antwortete Erdoğan: „Sie kennen sich nicht in der Lage in der Türkei aus.
Im Januar 2018 traf sich Erdoğan mit Staatspräsident Macron in Paris und vereinbarte eine Zusammenarbeit im Kampf gegen den Terrorismus und Handelsverträge über Airbus-Flugzeuge und Raketen. Macron erteilte einer Vollmitgliedschaft der Türkei in der EU eine Absage.

### Griechenland
Regionale Konfliktfelder sind Herrschaftsräume in der Ägäis und der Zypernkonflikt. In der Ägäis geht es vorwiegend um den Verlauf der Grenze zwischen den beiden Ländern. Die Festlegung des Grenzverlaufes ist sehr umstritten, weil wirtschaftliche und militärische Interessen auf dem Spiel stehen. Wirtschaftlich geht es um potentielle Ölvorkommen, die beide Länder ausbeuten wollen.
Als die Türkei 1992 der Westeuropäischen Union (WEU) beitrat, scheiterte eine Voll-Mitgliedschaft am Einspruch Griechenlands und die Türkei wurde nur assoziiertes Mitglied. Seit den 1990er-Jahren kommt es zu einer Entspannung zwischen den beiden Staaten, obwohl die Unstimmigkeiten noch nicht geklärt sind. Nach dem schweren Erdbeben in der Türkei vom 17. August 1999 bot Griechenland den türkischen Opfern seine Hilfe an. Es kam zum Eklat, als der damalige türkische Gesundheitsminister Osman Durmuş sich weigerte, die Blutkonserven aus Griechenland anzunehmen, da man die Hilfe anderer Nationen, deren Lebensgewohnheiten man nicht kenne, seiner Meinung nach nicht benötigte. Nach dieser Aussage wurde er auch von türkischen Zeitungen scharf kritisiert. Die als sehr nationalbewusst geltende Zeitung Hürriyet – die auflagenstärkste Zeitung in der Türkei – schrieb auf der Titelseite „Schweig“. Auch ein Rettungsteam aus Armenien wurde auf Betreiben der MHP, der Durmuş angehört, nicht ins Land gelassen.
Nach weiteren beiderseitigen vertrauensbildenden Maßnahmen näherten sich die Staaten näher aneinander an. Griechenland hat einen Beitritt der Türkei in die EU befürwortet.
Vom 6. bis 8. Mai 2004 besuchte mit Recep Tayyip Erdoğan erstmals nach 16 Jahren wieder ein türkischer Ministerpräsident den Nachbarn Griechenland. Am 23. Januar 2008 besuchte nach 49 Jahren wieder ein griechischer Premierminister, Kostas Karamanlis, die Türkei.
Im Dezember 2017 besuchte der türkische Staatspräsident Recep Tayyip Erdoğan Griechenland und traf sich mit dem griechischen Ministerpräsidenten Alexis Tsipras. Es war der erste derartige Staatsbesuch seit Dezember 1952; damals kam Celâl Bayar.
Erdoğan sprach die Rechte der türkischen Minderheit in Griechenland an und setzte sich für eine Revision der im Vertrag von Lausanne festgelegten Grenze zwischen Griechenland und der Türkei ein.
Athen beansprucht im Luftraum über der Ägäis eine Zwölfmeilenzone, die Türkei erkennt aber nur eine Sechsmeilenzone an, wie zur See. Fast täglich liefern sich (Stand April 2018) Piloten beider Länder über der Ägäis Verfolgungsjagden und Scheingefechte – mit scharfer Bewaffnung. Militärexperten haben gewarnt, es sei nur eine Frage der Zeit, bis es bei diesen riskanten Flugmanövern zu einem Absturz oder gar Abschuss komme.

### Kosovo
Die Türkei war der dritte Staat, der die Unabhängigkeit der Republik Kosovo am 17. Februar 2008 anerkannte. Es bestehen inzwischen auch diplomatische Beziehungen zum Kosovo, dessen Unabhängigkeit von Serbien international umstritten ist.

### Österreich
In Österreich leben knapp 270.000 türkeistämmige Personen. Innerhalb der EU gilt Österreich als ein Gegner eines türkischen EU-Beitritts und sprach sich mehrmals für ein Abbruch der EU-Beitrittsverhandlungen aus.

### Russland
Die türkischen Beziehungen zu Russland sind ambivalent. Einerseits bestehen auf beiden Seiten enge wirtschaftliche Beziehungen. Russland ist einer der wichtigsten Energielieferanten (Blue-Stream-Pipeline) der Türkei, gleichzeitig bilden Russen mit rund vier Millionen Besuchern jährlich eine wichtige Gruppe von Touristen. Andererseits besteht eine Konkurrenz um die Einflussbereiche im Kaukasus und Zentralasien sowie weitere Fragen von Macht und Weltanschauung.
Der russische Präsident Putin besuchte im Dezember 2004 nach 31 Jahren als erstes russisches bzw. sowjetisches Staatsoberhaupt die Türkei. Erdoğan erwiderte den Besuch im Januar 2005.
Nach dem Abschuss eines russischen Kampfjets durch die türkische Armee nahe der türkisch-syrischen Grenze am 24. November 2015 kam es zu einer dramatischen Verschlechterung der türkisch-russischen Beziehungen. Am 19. Dezember 2016 wurde der russische Botschafter in der Türkei, Andrei Karlow, bei einem islamistischen Attentat in Ankara getötet.
Im Oktober 2016 schlossen die Türkei und Russland einen Vertrag über das zuvor auf Eis gelegte Gaspipeline-Projekt Turkish Stream ab. Die russische Atomenergie-Agentur Rosatom wurde mit dem Bau des ersten türkischen Atomkraftwerks beauftragt, das den Namen „Akkuyu“ tragen soll. Zudem erklärte die türkische Regierung im November 2016, ein russisches Luftabwehrsystem des Typs S-400 kaufen zu wollen. Nach einer Lockerung gegenseitiger Sanktionspolitik kam es erstmals seit 2014 im Januar 2017 wieder zu einem leichten Wachstum der Handelsbeziehungen zwischen der Türkei und Russland. Im März 2017 reiste der türkische Präsident Recep Tayyip Erdoğan nach Moskau zum russischen Präsidenten Wladimir Putin, um die Gespräche zur Energiepolitik und eine weitere Lockerung der Sanktionen (etwa Visapflicht für Türken und Importverbot türkischer Lebensmittel) zu erwirken. Ein weiteres Streitthema ist der Umgang mit dem Bürgerkriegsland Syrien.
Nach dem Russischer Überfalls auf die Ukraine 2022 erhob die Türkei keine Sanktionen gegen Russland, kritisierte jedoch den Angriff und lieferte Waffen an die Ukraine.

### Ukraine
Beide Länder haben nach Aufnahme ihrer diplomatischen Beziehungen ihre wirtschaftlichen und politischen Kontakte deutlich verstärkt. So unterzeichneten beide Länder 2011 ein strategisches Partnerschaftsabkommen und 2022 ein Freihandelsabkommen. Nach dem Beginn des Russischer Überfalls auf die Ukraine 2022 fungierte die Türkei als Mediator für russisch-ukrainische Friedensverhandlungen, Gefangenaustausche und die Initiative für den sicheren Transport von Getreide und Lebensmitteln aus ukrainischen Häfen. Die Türkei hat sich für den NATO-Beitritt der Ukraine ausgesprochen.

### Zypern
Es gibt Unstimmigkeiten wegen der in der Türkischen Republik Nordzypern stationierten türkischen Soldaten. Die Türkei ist weltweit das einzige Land, das die Republik Zypern nicht anerkennt, stattdessen wird sie seitens der Türkei als „Griechische Verwaltung Südzyperns“ oder „Griechischer Teil Zyperns“ anerkannt. Der Versuch der Republik Zypern, Flugabwehr-Raketen auf der Insel zu stationieren, führte Mitte der 1990er-Jahre fast zu einem Krieg, die Raketen wurden letztendlich nicht stationiert.
Die Türkei strebt eine Einigung auf Grundlage des Annan-Plans an, lehnt aber eine vorherige Anerkennung der Republik Zypern ab.

## Naher Osten

### Irak
Während der Herrschaft des Saddam-Regimes pflegte die Türkei gute Beziehungen zum Irak. Der Irak lieferte über eine Pipeline Öl in die Türkei. Zudem verband beide Regierungen die Ablehnung eines selbstständigen kurdischen Staates. Dennoch gab es immer wieder diplomatische Krisen, weil das irakische Regime PKK-Kämpfer auf seinem Gebiet duldete. Vom Norden des Iraks aus griff die PKK türkisches Gebiet an.
Im zweiten Golfkrieg unterstützte die Türkei den Krieg der Alliierten gegen den Irak.
Nachdem das türkische Parlament den USA die Unterstützung im Irak-Krieg verweigerte, wurden die bilateralen Beziehungen zwischen den beiden Ländern stark belastet. Auf Bitten der USA beschloss die große Nationalversammlung am 7. Oktober 2003 die Entsendung von türkischen Soldaten in den Irak. Das Vorhaben wurde aber wegen des irakischen Widerstandes eingestellt.
Die Türkei sah im Falle eines Sieges der Kurden in Kirkuk bei den Wahlen am 30. Januar 2005 und dessen Eingliederung in die autonome Region Kurdistan im Irak einen möglichen Kriegsgrund. Hintergrund ist, dass durch die reichen Erdölfelder in Kirkuk ein wirtschaftlich überlebensfähiger und selbstständiger kurdischer Staat denkbar wäre. Es bestand die Befürchtung, dass durch einen unabhängigen kurdischen Staat im jetzigen Nordirak der Kurden-Konflikt in der Türkei erneut eskaliert.
Vieler Unstimmigkeiten zum Trotz hat sich im irakischen Kurdengebiet ein Investitionsschub türkischer Unternehmen entwickelt. Des Weiteren hat Ankara ein Konsulat in Arbil eröffnet.
Außerdem befürchtet die Türkei, dass die turkmenische Minderheit in Kirkuk und Mosul bei der Neuverteilung der Macht im Irak benachteiligt werden könnte.
Am 17. Oktober 2007 hat das türkische Parlament mit großer Mehrheit für eine Militärintervention gegen kurdische Rebellen im Nordirak gestimmt. Ministerpräsident Erdoğan hat für ein zweites Jahr die Ermächtigung zur Aktion. Der irakische Präsident appellierte daraufhin an die Türkei, nicht einzumarschieren, auch die EU und die USA warnten die Türkei vor einer Eskalation.

### Iran
Das Verhältnis zum Iran ist u. a. wegen der unterschiedlichen Staatssysteme gestört. Während die Türkei eine laizistische Demokratie ist, definiert sich der Iran als eine Islamische Republik.
Anfang des 21. Jahrhunderts schien sich die Beziehung zu entspannen. Viele türkische Unternehmen erhielten lukrative Großaufträge im Iran. Iran ist der größte Erdgaslieferant und der zweitgrößte Öl-Lieferant der Türkei.
Im Atomstreit versucht die Türkei eine diplomatische Lösung zu finden. Sie spricht sich für die zivile Nutzung der Atomenergie aus, aber strikt gegen eine militärische. Aufgrund der existentiellen Abhängigkeit vom iranischen Erdöl und Erdgas ist die Türkei an einer Eskalation nicht interessiert.

### Israel
Die Republik Türkei unterhält seit langem enge Beziehungen zu Israel. Die Türkei war 1948 – bereits unter der Regierung Ismet Inönüs – der erste mehrheitlich muslimische Staat, der Israel anerkannte und diplomatische Beziehungen aufbaute. Israel bildet einen wichtigen Verbündeten für die Türkei in der Region. Komplettiert wird die strategische Allianz durch die USA.
Zwischen der Türkei und Israel besteht ein zusätzliches geheimes Militärabkommen. Beobachtern zufolge ist das Abkommen u. a. gegen Syrien gerichtet. Beide Länder fühlen sich durch die angenommene syrische Unterstützung für Terrorgruppen bedroht.
Daneben bestehen Verträge mit Israel über umfangreiche Waffenlieferungen, um das türkische Militär zu modernisieren. Im Gegenzug gewährt die Türkei israelischem Militär das Training in der Türkei.
Als Präsident Recep Erdoğan die Palästinenser-Politik Israels als Staatsterrorismus bezeichnete, wurden die Beziehungen belastet.
Zwischen Ceyhan (Türkei) und Haifa (Israel) ist der Med Stream, eine Pipeline für den Transport von Elektrizität, Erdgas, Rohöl und Wasser geplant.
Nachdem Erdoğan Israel bzw. den israelischen Präsidenten Schimon Peres 2009 beim Weltwirtschaftsforum in Davos öffentlich Kriegsverbrechen im Gazakrieg vorwarf, folgte im Oktober 2009 die Absage an Israel, an der seit 2000 stattfindenden internationalen NATO-Militärübung teilnehmen zu dürfen, woraufhin auch die USA ihre Teilnahme zurückzogen. Nach dem Ship-to-Gaza-Zwischenfall haben sich die Beziehungen zu Israel weiter verschlechtert.
Am 22. März 2013 entschuldigte sich der israelische Ministerpräsident Benjamin Netanjahu bei dem türkischen Ministerpräsidenten Recep Tayyip Erdoğan für den Ship-to-Gaza-Zwischenfall. Die Beziehungen zwischen Israel und Türkei seien jetzt entspannt.

### Saudi-Arabien
Die Beziehungen zum Königreich Saudi-Arabien sind vor allem wirtschaftlicher und sicherheitspolitischer Natur.
Beide Länder stehen der neu gebildeten Regierung im Irak mit Skepsis gegenüber.
Nach den verbesserten Beziehungen und den gegenseitigen Besuchen in den Jahren 2006 und 2007 sind eine Reihe wirtschaftlicher und militärischer Abkommen in Kraft getreten.

### Syrien
Lange Zeit waren die Beziehungen zwischen beiden Staaten stark belastet.
Syrien beansprucht die Provinz Hatay und betrachtet sie als syrisches Staatsgebiet. Die offene Unterstützung der PKK durch Syrien veranlasste die Türkei in den späten 1990ern zu einer Kriegsdrohung gegenüber Damaskus. Syrien fühlt sich durch die enge militärische Kooperation zwischen Israel und der Türkei bedroht. Auch gibt es Streitigkeiten wegen des Euphratwassers. Der Bau von Staudämmen im Rahmen des Südostanatolien-Projekts führt auf Seiten Syriens zu der Befürchtung, dass die Türkei eines Tages das Wasser als Machtinstrument benutzen könnte.
Die gegenseitigen Staatsbesuche im Dezember 2004 und Januar 2005 trugen zu einer Entspannung der Beziehungen bei. So vermittelte die Türkei zwischen Syrien und Israel, um einen dauerhaften Frieden zwischen beiden Staaten zu schaffen. Die Gespräche kamen aufgrund des Gazakrieges zum Stillstand. Zwischen dem 27. und 30. April 2009 fand das erste gemeinsame türkisch-syrische Militärmanöver statt. Gegenwärtig sind die Beziehungen zu dem Nachbarland jedoch erneut sehr angespannt. Wegen des harten Vorgehens der Assad-Truppen gegen die Menschen im eigenen Land verhängte die Türkei unlängst Sanktionen gegen Syrien. So wurden alle Konten regimenaher Personen eingefroren und Waffenlieferungen wurden untersagt.

## Kaukasus und Zentralasien

### Afghanistan
In Afghanistan ist die Türkei mit einem Kontingent zum Wiederaufbau im Land. Sie ist seit Februar 2005 ISAF VII Führungsnation.

### Armenien

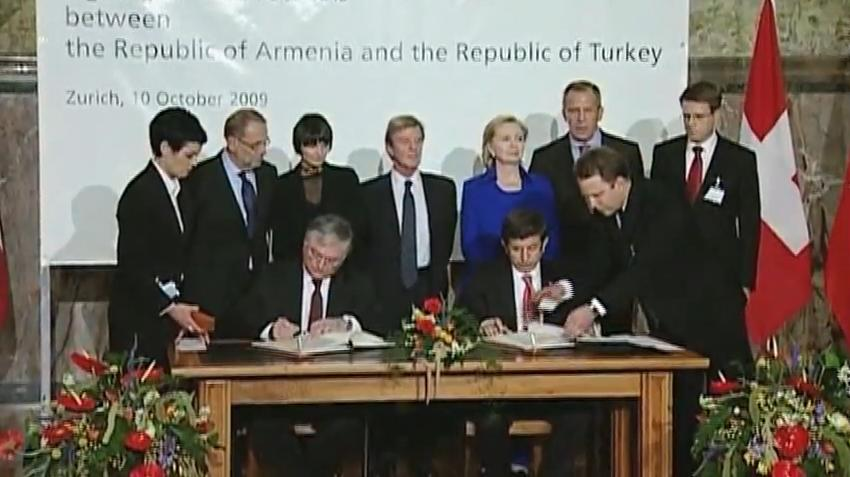
Der armenische Außenminister Nalbandjan und der türkische Außenminister Davutoğlu beim Unterzeichnen der (später gescheiterten) Normalisierungsverträge

Die Beziehungen zu Armenien sind weiterhin belastet.
Armenien erkennt die Grenze mit der Türkei, nach dem Vertrag von Kars (1921), bis heute nicht an.
Die Türkei erkennt den Genozid an den Armeniern nach wie vor nicht an und spricht in diesem Zusammenhang von „Folgen von Kriegshandlungen“ und gegenseitigen Angriffen. Die Darstellung der Türkei – auch unterstützt durch vereinzelte internationale Wissenschaftler – steht im Widerspruch zum anerkannten Konsens in der Vergleichenden Völkermordforschung. Die einschlägigen Vereinigungen international anerkannter Genozid-Forscher (z. B. die International Association of Genocide Scholars) sowie führende Erforscher des jüdischen Holocaust wie Yehuda Bauer, Israel Charny und Stephen Feinstein haben entsprechende Resolutionen abgegeben und die Vorgänge eindeutig als Genozid bezeichnet. Internationale Organisationen wie der Europarat sowie 24 einzelne Staaten haben Resolutionen, Beschlüsse oder Gesetze verabschiedet, mit denen sie die Ereignisse offiziell als Völkermord im Sinne der UNO-Völkermordkonvention von 1948 anerkannten.
Die Besetzung der völkerrechtlich zu Aserbaidschan gehörenden Region Bergkarabach durch Armenien belastet das Verhältnis zur Türkei, da die Türkei sich selbst als Schutzmacht Aserbaidschans versteht.
Seitdem der armenische Präsident im September 2008 an den türkischen Präsidenten Abdullah Gül eine Einladung geschickt hat, beim Fußballweltmeisterschafts-Qualifikationsspiel der beiden Länder in Armenien zuzusehen, haben sich die Beziehungen verbessert. Am 10. Oktober 2009 unterzeichneten der türkische und der armenische Außenminister in Zürich ein Abkommen über die Normalisierung der Beziehungen zwischen beiden Ländern (Öffnung der gemeinsamen Grenze) und über die Aufnahme diplomatischer Beziehungen. Bei der Zeremonie waren die amerikanische Außenministerin Hillary Clinton, die vorher wie auch die Schweizer Außenministerin vermittelt hatte, der russische Außenminister Sergei Lawrow, der EU-Außenbeauftragte Javier Solana sowie die französischen und britischen Außenminister anwesend.
Weil die Parlamente von Armenien (wegen des massiven politischen Drucks von Seiten der Armenischen Diaspora) und der Türkei (wegen des massiven politischen Drucks von Aserbaidschan), auch wegen der negativen öffentlichen Meinungen der Bevölkerungen in beiden Ländern über diese Vereinbarung, dieser noch nicht zugestimmt haben, haben die beiden Staaten noch immer keine diplomatischen Beziehungen zueinander.
Am 22. April 2010 fror Armenien das Abkommen ein und warf der Türkei Verzögerung bei der Zustimmung für die Aufnahme diplomatischer Beziehungen vor. Nur wenn die Türkei zunächst das Abkommen ratifiziert, sei Armenien dann bereit das Abkommen auch zu ratifizieren, um sich wieder um eine Normalisierung zu bemühen.

### Georgien
Die Türkei unterhält zu Georgien, im Gegensatz zu Armenien, gute Beziehungen, die durch die bestehende Ölpipeline Baku-Tiflis-Ceyhan sowie die sich im Bau befindenden Bahnstrecke Kars–Achalkalaki–Tiflis–Baku versinnbildlicht werden.

### Turkstaaten
Die Türkei versucht ihren Einfluss auf die Turkvölker im Kaukasus und Zentralasien zu erweitern. Zu diesen Staaten bestehen enge Verwandtschaftsverhältnisse in Kultur, Geschichte, Ethnie und Sprache.
Mitte der 1990er-Jahre, als die Beziehungen zur EU belastet bzw. erschwert wurden und ein Beitritt unwahrscheinlich war, wurde ein politischer Zusammenschluss mit den Turkstaaten sogar als Alternative gesehen. Anstelle solcher Ziele werden heute wirtschaftliche Schwerpunkte gesetzt. Eines der Ziele ist derzeit, Erdöl- und Erdgas-Pipelines über das türkische Staatsgebiet zu verlegen. Mit diesem Vorhaben steht die Türkei in Konkurrenz zu Russland und Iran.

#### Aserbaidschan
Die Beziehungen zur Republik Aserbaidschan gelten, verglichen mit den anderen Turkstaaten, als die besten. Das Osmanische Reich erkannte bereits im Jahr 1918 die Aserbaidschanische Demokratische Republik an.
Aktuell unterstützt die Türkei Aserbaidschan sowohl wirtschaftlich (hinsichtlich der BTC-Pipeline) als auch politisch (hinsichtlich des Bergkarabach-Konflikts mit Armenien durch Ausbildung aserbaidschanischer Soldaten).

#### Turkmenistan
Turkmenistan hat sich trotz seiner außenpolitischen Neutralität für die Zusammenarbeit mit der Türkei geöffnet.
Turkmenistan nahm die Einladung der Türkei an und ist seit November 2021 Beobachter der Organisation der Turkstaaten. Am 12. November 2021 nahm das Land das erste Mal – mit Beobachterstatus – an einem Gipfel in Istanbul teil.

#### Usbekistan
Die Beziehungen zu Usbekistan gelten mittlerweile als gut. Usbekistan trat 2019 der Organisation der Turkstaaten bei und vertiefte damit seine politische und wirtschaftliche Zusammenarbeit mit der Türkei.

## Beziehungen zu China
Nachdem die Türkei 1926 diplomatische Beziehungen mit der Republik China aufgenommen hatte, erkannte das Land schließlich 1971 die Volksrepublik China diplomatisch an und brach die Beziehungen mit der Republik China ab. Seitdem verfolgt die Türkei eine Ein-China-Politik. Mit der Volksrepublik hat die Türkei eine pragmatische Kooperation aufgebaut, und die VR China ist für die Türkei ein wichtiger Handelspartner. Die Türkei ist auch Mitglied der von China gegründeten Asiatischen Infrastrukturinvestmentbank geworden und der Neuen Seidenstraße beigetreten. In einem anhaltenden Balanceakt zwischen Ost und West ist die Türkei auch ein „Dialogpartner“ in der Shanghaier Organisation für Zusammenarbeit und hat außerdem ihr Interesse an eine Mitgliedschaft in den BRICS verkündet. Ein Streitpunkt zwischen beiden Ländern ist allerdings die Verfolgung und Umerziehung der Uiguren in China, welche zu den Turkvölkern gehören und ethnische und sprachliche Gemeinsamkeiten mit den Türken aufweisen.

## Beziehungen zu Japan
In Japan leben heutzutage etwa 10.000 Türken. Die Beziehungen zwischen Japan und dem Osmanischen Reich, später der Türkei, entwickelten sich nach der Öffnung Japans 1868 langsam und sind heute vor allem von wirtschaftlicher Bedeutung. Die Türkei hat eine Botschaft in Tokio, Japan hat eine Botschaft in Ankara und ein Generalkonsulat in Istanbul.

## Beziehungen zu den USA

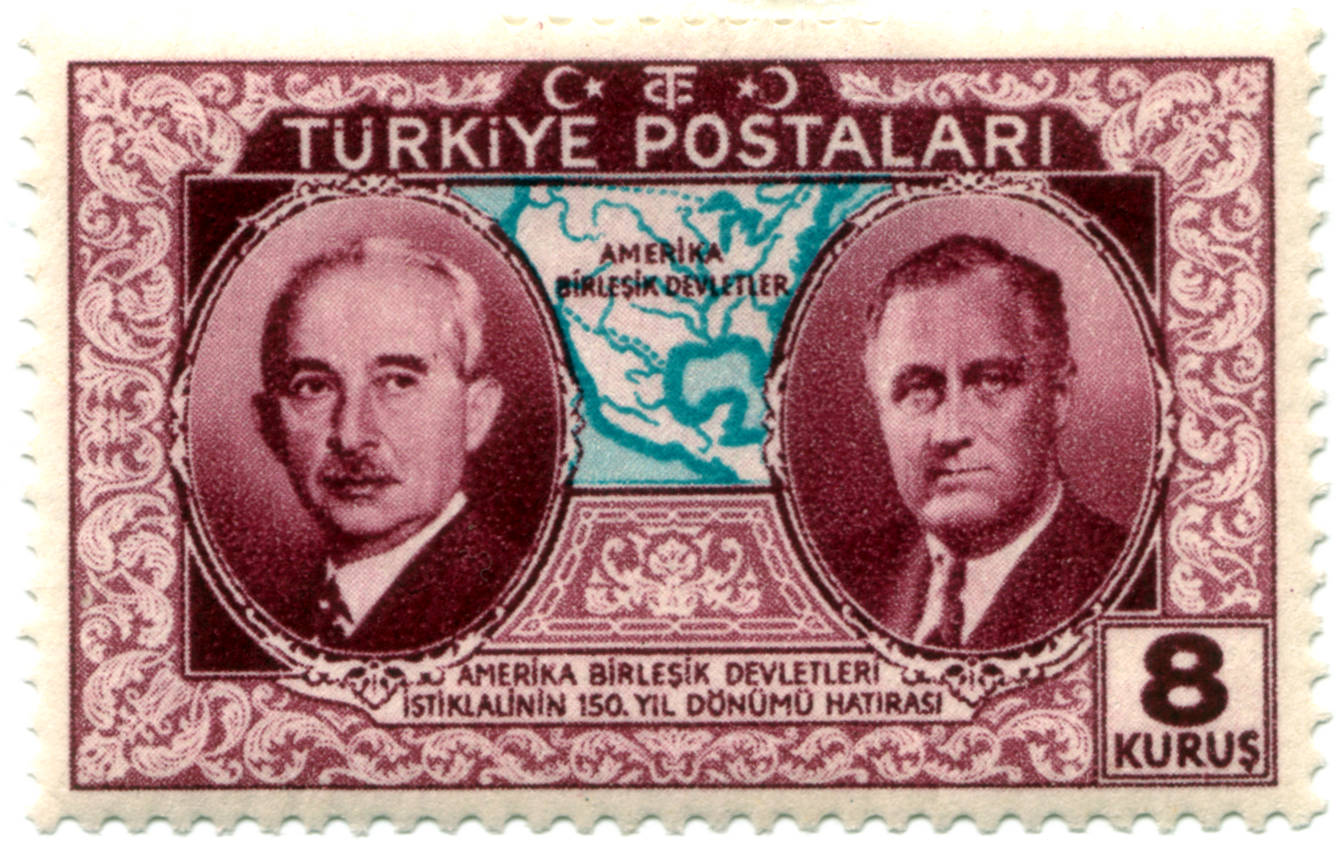
Das Porträt des türkischen Präsidenten İsmet İnönü (links) und des US-amerikanischen Präsidenten Franklin D. Roosevelt (rechts) auf einer Jubiläumsbriefmarke der Republik Türkei, die zur Feier des 150. Jahrestages der Unabhängigkeit der USA ausgegeben wurde.

Seit dem Zweiten Weltkrieg ist die Türkei neben Israel der wichtigste Verbündete im Nahen Osten. Nach den Anschlägen vom 11. September 2001 stieg die Bedeutung der Türkei weiter. Die damalige türkische Regierung beschloss vor dem von US-Präsident George W. Bush initiierten Irakkrieg, der Koalition der Willigen beizutreten. Eine Mehrheit der türkischen Bevölkerung war gegen diesen Beitritt bzw. den Irakkrieg eingestellt. Am 1. März 2003 gab es in der Nationalversammlung keine ausreichende Mehrheit für den Wunsch der USA auf Stationierung von 62.000 amerikanischen Soldaten in der Türkei in Vorbereitung der Irak-Invasion. Obwohl bei einer zweiten Resolution der Einmarsch der USA über den Südosten der Türkei erlaubt wurde, kam es zu leichten politischen Spannungen zwischen der Türkei und den USA.
Am 10. Oktober 2007 verabschiedete der außenpolitische Ausschuss des US-Kongresses eine Resolution, die den Tod hunderttausender Armenier in den Jahren 1915 und 1916 als Völkermord bezeichnete.  Türkische Politiker äußerten, dies belastete die türkisch-amerikanischen Beziehungen.

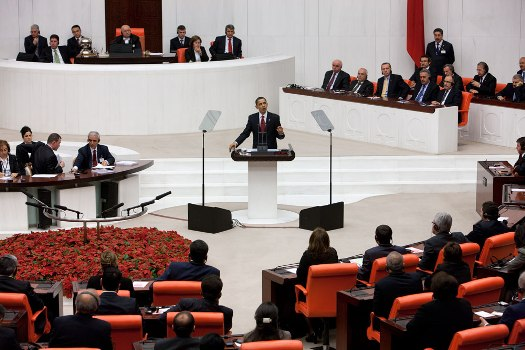
US-Präsident Obama hielt am 6. April 2009 in der Nationalversammlung eine historische Rede.

Ein weiterer außenpolitischer Streitpunkt war der Einmarsch der Türkei im Nordirak, um Stützpunkte der PKK zu bekämpfen. Die USA plädierten gegen einen Einmarsch, da der Nordirak die einzige ruhige Zone im Irak sei. Eine Eskalation könne die Lage im Irak verschlimmern. Die türkische Regierung berief sich auf ihr Recht zur Selbstverteidigung; viele PKK-Mitglieder hätten sich nach Anschlägen in der Türkei in den Nordirak zurückgezogen. Nachdem ein PKK-Kommando am 7. Oktober 2007 15 türkische Soldaten getötet hatte, gab Ministerpräsident Erdoğan grünes Licht für grenzüberschreitende Militäroperationen. Er äußerte am 12. Oktober 2007: „Haben sie (die USA) um Erlaubnis gefragt, als sie eine Distanz von über 10.000 km zurückgelegt haben, um im Irak einzumarschieren? Wir brauchen keine Ratschläge von irgendjemandem!“
Am 8. Januar 2008 trafen sich Abdullah Gül und George W. Bush im Weißen Haus.  Bush bekräftigte, dass der Kampf der USA und der Türkei gegen den gemeinsamen Feind PKK fortgeführt werde.
Am 7. April 2009 besuchte US-Präsident Barack Obama als Endstation seiner Europareise die Türkei. Obama hielt eine Rede im türkischen Parlament und bekräftigte seinen Wunsch, dass die Türkei in die EU aufgenommen wird. Er besuchte später das Treffen der Allianz der Zivilisationen in Istanbul.

Am 16. Mai 2017 kam es zu einem Eklat bei einem Treffen der Präsidenten beider Länder in den USA. 
Nachdem sich Präsident Erdoğan in Washington D.C mit Präsident Donald Trump getroffen hatte und die türkische Botschaft besuchte, kam es nach einem verbalen Austausch zu einem Angriff türkischer Staatsbediensteter auf eine Demonstration gegen die türkische Politik, die sich in ein Handgemenge zwischen türkischen Sicherheitsbeamten und Demonstranten auflöste. Da der Vorfall per Video dokumentiert wurde, führte dies, neben umfassender Berichterstattung bzw. medialer Präsenz, zu diplomatischen Spannungen. Gegenseitige Vorwürfe und Bezichtigungen, offizielle Beschwerden, nebst dem Einbestellen der jeweiligen Botschafter und Forderungen amerikanischer Politiker den türkischen Botschafter des Landes zu verweisen, waren die Folge. Nach einem Beschluss des Repräsentantenhauses, Ermittlungen der Washingtoner Polizei und des FBI wurden gegen 12 türkische Beamte Haftbefehl erlassen. Präsident Erdoğan kündigte an, die Strafverfolgungsurteile anfechten zu wollen.
Nach dem Putschversuch im Juli 2016 wurde der amerikanische Zivilist und Pastor Andrew Brunson im Oktober 2016 in der Türkei mit der Begründung, er habe Verbindungen zur verbotenen kurdischen Arbeiterpartei PKK und zur Verbindung des in den USA lebenden Prediger Fethullah Gülen, welcher von der türkischen Justiz beschuldigt wird den Putschversuch organisiert zu haben, in Untersuchungshaft genommen.
Nachdem die Untersuchungshaft 1½ Jahre später im Juli 2018 in Hausarrest umgewandelt wurde, waren zwischenzeitliche Bemühungen zwischen der Türkei und den USA, den Fall diplomatisch zu lösen, gescheitert. Daraufhin ließ US-Präsident Trump im August 2018 neben Sanktionen gegen die in den Fall beteiligten zwei türkischen Justizminister und Innenminister auch Zölle auf Aluminium und Stahl aus der Türkei von 20 auf 50 Prozent anheben. Präsident Erdogan bewertete dies als Wirtschaftskrieg, rief seinerseits zu einem Boykott von amerikanischen Produkten auf und ordnete die Erhöhung von Zöllen auf Fahrzeuge, Alkoholika, Tabak, Kosmetika, Reis und Kohle aus den USA an.

### Regionen & Länder
- U.S.-CENTRAL ASIAN RELATIONS: A VIEW FROM TURKEY (Memento vom 19. April 2012 im Internet Archive) (englisch)

#### Naher Osten
- Initiativen der Türkei im Nahen Osten. Konrad-Adenauer-Stiftung
- TURKISH FOREIGN POLICY TOWARD THE MIDDLE EAST (Memento vom 1. September 2011 im Internet Archive) (englisch)
- REGIONAL IMPLICATIONS OF THE ISRAELI-TURKISH STRATEGIC PARTNERSHIP (Memento vom 30. Mai 2012 im Internet Archive) (englisch)
- Zeitleiste der Türkisch-Israelischen Beziehungen. (Memento vom 5. Oktober 2006 im Internet Archive) (PDF; 217 kB) Washington Institute
- ESSENTIAL FRIENDS AND NATURAL ENEMIES: THE HISTORIC ROOTS OF TURKISH-IRANIAN RELATIONS (Memento vom 19. Januar 2012 im Internet Archive) (englisch)
- Neuausrichtung der türkischen Außenpolitik: Auf Distanz zur westlichen Staatengemeinschaft?

#### Länder
- Identities in question: Greek-Turkish relations in a period of transformation?